# Castello di Velturno
Il castello di Velturno (in tedesco Schloss Velthurns) è un castello che si trova nel paese di Velturno (Feldthurns), sopra a Bressanone, nella valle Isarco altoatesina.

## Storia
Il castello fu eretto tra il 1577 e il 1587 in stile tardo rinascimentale dal principe vescovo Johann Thomas von Spaur.
In precedenza il terreno su cui venne costruito il castello era occupato da un maso, con abitazione e fabbricati di servizio, posseduto da Sebastian Teutenhauser. Il 9 maggio del 1577 la proprietà venne acquistata dalla Camera Aulica di Bressanone per 1600 fiorini e poco dopo il vescovo von Spaur iniziò la costruzione del castello. Anche dopo la morte di von Spaur il castello rimase per lungo tempo residenza estiva dei principi vescovi di Bressanone.
Nel 1822 il castello venne acquistato da Anton von Goldegg, il cui figlio Hugo lo cedette nel 1875 al principe Johann von Lichtenstein.
Nel 1978 il castello fu acquistato dalla provincia autonoma di Bolzano e negli anni successivi fu oggetto di un profondo restauro.

## Costruzione
I lavori di costruzione, affidati all'architetto Mathias Parlati, iniziarono nella primavera del 1578. Nel novembre dello stesso anno l'edificazione del primo piano era stata completata, ed erano stati consegnati le grate delle finestre delle cantine e i telai di tutte le finestre e delle porte. 
Nel luglio del 1579 il falegname Nikolaus Dopf e il carpentiere Wolf terminarono rispettivamente le porte e il soffitto delle stanze del secondo piano. A novembre  sopra al portale del castello venne collocato lo stemma in pietra del principe vescovo, scolpito da Asam Pock ed entro lo stesso anno vennero sistemati i soffitti a capriata del secondo piano.
Nel 1580 il maestro falegname Hans Spineider di Merano, incaricato direttamente dal principe vescovo, iniziò le sue attività per i rivestimenti del castello, completendo entro la fine dello stesso anno le boiseries del primo piano. Nel frattempo, era stato collocato anche il pavimento formato da listelli di legno.
Nel salotto al secondo piano della struttura venne costruito nel 1581 un camino di marmo scolpito da Giandomenico Carneri, uno dei più prestigiosi scultori trentini dell'epoca.
Le decorazioni pittoriche iniziarono nel 1582 per entrambi i piani, anche se l’attenzione venne riservata principalmente al secondo, il cui soffitto è caratterizzato da rosoni in oro.
Negli anni a seguire continuarono i lavori per la costruzione, per l’arredamento e per la sistemazione dell’esterno della struttura, con la pavimentazione del cortile, la fusione delle campane per la torretta e la creazione di uno stagno.
Il costo totale finale ammontò a 22.811 fiorini; di questi, solo il 10% fu dovuto ai lavori di muratura, mentre il resto venne utilizzato per le decorazioni.

### Materiali
I materiali utilizzati per la costruzione includono pietre e sabbia, provenienti dal paese stesso di Velturno, il legname, fornito dalle boschi dei dintori e da quelli di Varna e Luson, e i mattoni, forniti da Bressanone e Novacella. Il granito usato per le scale è stato ricavato da una frazione di Velturno, Snodres.

## Descrizione
All'interno si conservano:
- Affreschi
- Stanza del principe (Fürstenzimmer)
- Stufa ottagonale in maiolica
- Cappella di Santa Caterina

### Gli affreschi
L’arredamento decorativo del castello, anche se in parte danneggiato, è un esempio tipico della pittura rinascimentale del Tirolo: il fulcro di quest'arte non era l'ambito ecclesiastico, ma la decorazione di castelli e palazzi, che in questo periodo venivano ricostruiti, ampliati o, come a Velturno, costruiti ex novo.
La rilevanza degli interni va aumentando dall’ingresso fino al primo piano, dove si trovano le stanze che venivano attraversate per accogliere ed accompagnare fino al secondo piano il principe vescovo.
Dieci stanze dei due piani superiori sono state decorate con tempere a secco da Pietro Maria Bagnadore e dai maestri bresciani Orazio e Michele (di cui non esistono documenti biografici) tra il 1581 e il 1584, seguendo un sistema decorativo tipico delle abitazioni di lusso dell'epoca: la parete è contraddistinta nella parte superiore da grandi fregi, mentre la parte sottostante è caratterizzata da una finta architettura dipinta.
I temi pittorici trattati rientrano in un unico programma pittorico, al cui centro si trova la sofferenza (con allegorie della virtù e del vizio e i sacramenti).

### La stanza del principe
Nella camera da letto dedicata al soggiorno dei principi (Fürstenzimmer) si trovano affreschi dedicati all’inizio della storia della salvezza, iniziando dalla parte orientale della stanza con la scena dell'Annunciazione a Maria.
La stanza è molto lussuosa e in particolare i battenti delle porte sono molto decorati con sculture in rilievo. Per i lavori sono stati usati diversi tipi di legno: pero, abete rosso, ciliegio, tiglio, noce, ulivo, frassino comune e cirmolo.

### La stufa ottagonale in maiolica

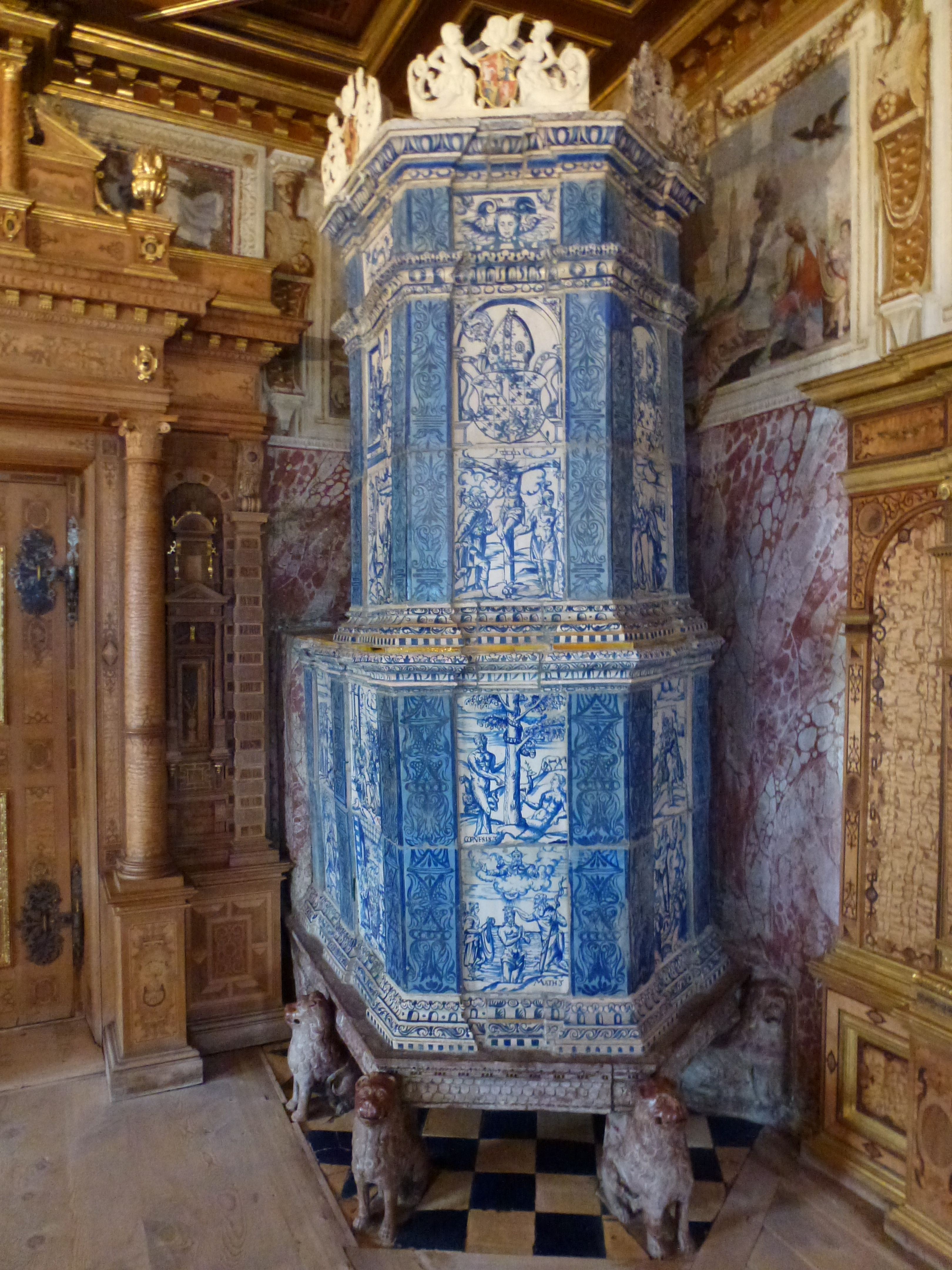
La stufa in maiolica

La stufa situata al primo piano è una peculiarità della struttura: spicca nella stanza per il colore blu, circondata dalle pareti e dal soffitto in legno lavorati e pitturati in oro. La maiolica utilizzata è stata prodotta nel laboratorio di ceramica di Paul Pidensdorfer, mentre le pitture che la caratterizzano sono state realizzate dall'artigiano Georg Trabl di Bressanone. Due stemmi, quello del vescovo e quello della sua famiglia del vescovo, si trovano sotto l’arco a tutto sesto nel lato anteriore della stufa, mentre nelle altre 22 parti disegnate sono rappresentate scene della storia della salvezza (Antico e Nuovo Testamento). In seguito vennero aggiunti gli scudi araldici di Goldegg e Vukassovich.

### La Cappella di Santa Caterina

Cappella di Santa Caterina

Andrea d’Austria, vescovo e cardinale che soggiornò al castello di Velturno nel 1596, fece realizzare al primo piano della struttura una cappella di piccole dimensioni, consacrandola a santa Caterina d’Alessandria in omaggio a Caterina Madruzzo, la madre di Von Spaur.
Nel 1599 il pittore Hans Schmid dipinse la scesa del martirio di Santa Caterina d’Alessandria nella pala rettangolare del piccolo altare; ai lati della scena principale si osservano sulla sinistra il momento della flagellazione della santa e sulla destra la sua prigionia. Altre scene della sua vita erano rappresentate sulla volta: si è conservata quella degli angeli che portano sul Monte Sinai la salma della santa.
La stanza fu arredata con semplicità e nel 1621 vennero ritrovati al suo interno solo i seguenti pochi oggetti: una croce da altare, due tavole canoniche, due candelabri fatti di ottone, tre quadri d’alabastro, un calice con lo stemma del principe Wilhelm von Welsperg e un lavabo con lo stemma della casata d'Austria.